# Renata Costa
Renata Aparecida da Costa, conhecida como Renata Costa ou Renata Kóki (Assaí, 8 de julho de 1986), é uma ex-futebolista brasileira que atuava como volante ou zagueira.

## Carreira

### Clubes

#### Santos
Renata Costa começou profissionalmente pelo Santos em 2003 atuando até o final da temporada de 2004.

#### Botucatu
Em 2005, Renata acertou com Botucatu, clube ao qual atuou durante 4 anos.

#### Rosengård
Com grande destaque nacional, Kóki transferiu-se para o Rosengård da Suécia em 2009.

###### Odense Boldklub
Na temporada seguida, Renata Costa atuou pelo Odense Boldklub, clube da Noruega.

#### Retorno ao Santos
Ainda em 2010, a jogadora retornou para sua segunda passagem pelas Sereias da Vila. Jogando ao lado de grandes craques como Cristiane, Thaisinha, Maurine e Bia Zaneratto. 

#### Foz Cataratas
Em 2011,  o Santos troca a Renata Costa pela Gabi Zanotti do Foz do Iguaçu. A volante joga pelo clube por duas temporadas.

#### Assaí
Já em 2013, Kóki voltou a sua cidade natal para atuar pelo Assaí, atuando até a metade de 2014. 

#### Kubanochka Krasnodar
Em seguida, a volante retornou ao velho continente para a temporadas de 2014-2015, dessa vez para jogar no Kubanochka Krasnodar da Rússia.

#### Corinthians Audax
Seu retorno ao futebol brasileiro foi para o Corinthians / Audax em 2016.

#### Iranduba
E por fim, transferiu-se em 2017 para o Iranduba, clube ao qual atuou até 26 de setembro de 2019, ano em que se anunciou sua aposentadoria.

### Seleção Brasileira
Pela Seleção Brasileira, atuou no Campeonato Sul-Americano de 2003 no Peru, vice-campeã do Sul-Americano de 2006 na Argentina, e vice-campeã da Copa do Mundo de 2007, na China. 

#### Pan-Americanos
Foi medalha de ouro nos Jogos Pan-Americanos de 2003 em Santo Domingo e medalha de ouro nos Jogos Pan-Americanos de 2007, no Rio de Janeiro.

#### Olimpíadas
Esteve presente nos Jogos Olímpicos de Atenas 2004 e Jogos Olímpicos de Pequim 2008, onde foi medalhista de prata ambas as vezes. Tem ainda um 6ᵒ lugar nas Jogos Olímpicos de Londres 2012.

## Treinadora

### Iranduba
No mesmo ano em que anunciou a aposentadoria, Kóki passou a integrar a comissão técnica do Iranduba. Permaneceu até 2 de junho de 2020.

### 3B da Amazônia
Em 3 de agosto de 2020, ainda como auxiliar técnica, foi para o 3B da Amazônia.

#### Fortaleza
No dia 12 de janeiro de 2021, acertou com o Fortaleza, pela equipe ganhou o Campeonato Cearense de 2020. Ficou no clube até 7 de fevereiro de 2022.

### Recanto Interativo
Logo após sua saída do Fortaleza, acertou com o Recanto Interativo, equipe a qual foi campeã amazonense de 2022.

## CERC
Em 6 de março de 2022, Renata Costa inaugurou o "Centro Esportivo Renata Costa" (CERC) em Londrina no estado do Paraná. Um centro de treinamento para masculino infanto-juventil e feminino para todas as idades.

## Títulos

### Santos
- Copa Libertadores: 2010
- Campeonato Paulista: 2010

### Botucatu
- Liga Nacional: 2007

### Corinthians Audax
- Copa do Brasil: 2016

### Iranduba
- Campeonato Amazonense de Futebol Feminino: 2017 e 2018

### Seleção Brasileira
- Copa América Feminina: 2003 e 2010
- Futebol nos Jogos Pan-Americanos: 2003 e 2007
- Campeonato Sul-Americano Sub-20: 2004 e 2006